# トーポリ (ミサイル)
トーポリ（Тополь）は、ソ連・ロシアで製造された弾道ミサイル。トーポリとはポプラの意。
- トーポリと呼ばれるRT-2PM (ミサイル)は、大陸間弾道ミサイル。アメリカ国防総省番号、SS-25。NATOコードネーム、シックル。
- トーポリMと呼ばれるRT-2PM2 (ミサイル)は、大陸間弾道ミサイル。アメリカ国防総省番号、SS-27。NATOコードネーム、スターリン。
- ブラヴァー（Булава）と呼ばれるR-30 (ミサイル)は、トーポリMを潜水艦発射弾道ミサイルとしたミサイル。アメリカ国防総省番号、SS-NX-30。